# Angelo Piffarerio
Angelo Piffarerio (... – 7 novembre 1975) è stato un allenatore di calcio e calciatore italiano, di ruolo portiere.

## Carriera
Inizia la sua carriera quale secondo portiere della Pro Lissone, essendo Imarisio il titolare.
Difende la porta del Monza per otto stagioni dal 1922 al 1930: fino al 1927 in Seconda Divisione, dal 1927 al 1930 in Prima Divisione. Esordisce con i brianzoli il 12 novembre 1922 nella partita Monza-Chiasso (0-0), gioca la sua ultima partita il 27 ottobre 1929 Monza-Codogno (1-1).
Il Desio prima di chiudere lo mette in lista di trasferimento.
Ha chiuso la carriera nel Cantù.
Ha allenato il Monza in due periodi: dal 1940 al 1942, e nelle prime tre stagioni del dopoguerra in Serie C.